# Антикафе

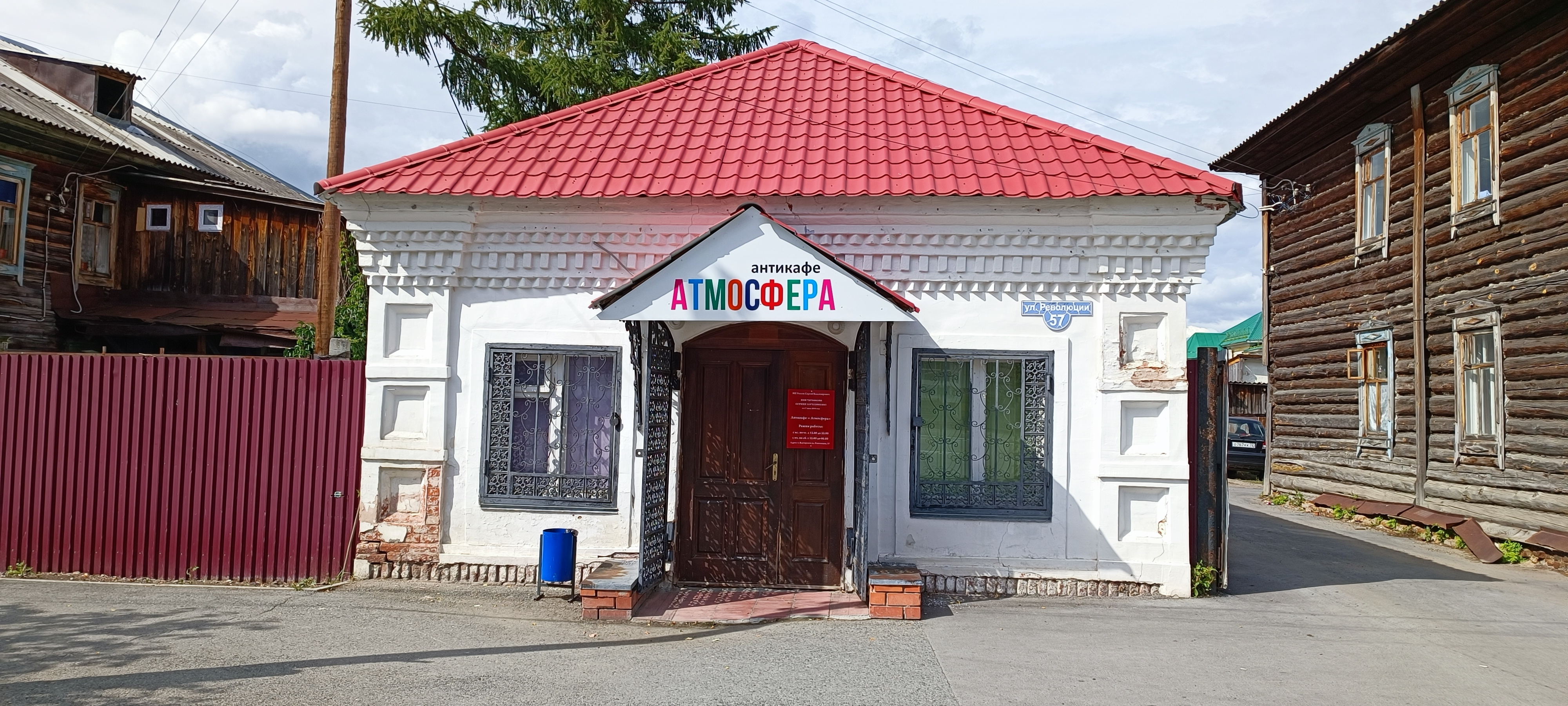
Антикафе в Ялуторовске, 2023 год.

Антикафе́ (также свободное пространство, тайм-клуб, тайм-кафе) — тип общественных заведений социальной направленности, основной характеристикой является оплата в первую очередь проведённого времени, в стоимость которого входят различные угощения, развлечения и мероприятия.

## Концепция
Антикафе — это общественное пространство («третье место»), посетители которого обладают большей степенью свободы, чем в классических кафе или ресторанах. Они обязаны оплатить только время пребывания, например, поминутно или по часам (еда и напитки могут быть бесплатными или продаваться, но покупать их необязательно). Основные функции: рабочая (аналог коворкинга), развивающая (антикафе как место проведения тренингов и мастер-классов), развлекательная (многие антикафе делают акцент на настольных и видеоиграх) и творческая (возможность самореализации, например, в рамках музыкальных или поэтических вечеров). Как правило, антикафе состоят из одного большого зала или нескольких комнат, в пределах которых гости свободно перемещаются, при этом в одной из комнат существует зона угощений, где посетители могут самостоятельно приготовить себе чай, кофе, взять сладости. В большинство заведений такого формата можно приносить свою еду и напитки, однако, как правило, алкоголь и курение запрещены. Обычно в антикафе есть бесплатный доступ в Интернет через Wi-Fi, также может предоставляться услуга пользования принтером.
Основные варианты оплаты: фиксированный платеж за определённый период времени или поминутная оплата. Например, в «L'Anticafé» Парижа принята почасовая оплата, в берлинском Be'kech — поминутная, а антикафе в Бордо использует менее распространённую гибридную систему, в которой оплачивают фиксированно первый час, а затем переходят на оплату за минуту. 

## История

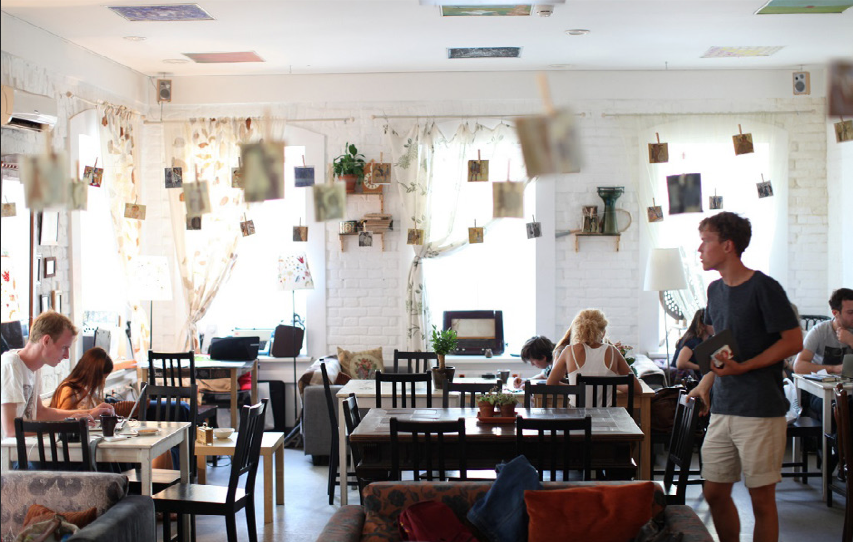
Циферблат — первое в мире место такого формата

Автором концепции заведений с повременной оплатой в России является русский писатель Иван Митин. В 2010 году он открыл в Москве место для времяпрепровождения творческих людей под названием «Дом на дереве», которое работало в формате «pay-what-you-can», то есть каждый посетитель платил сколько хотел и/или мог (данный формат впервые был опробован в 2003 году в американском Солт-Лейк-Сити). «Дом на дереве» оказался столь популярен, что через год было принято решение открыть заведение большей площади, при этом Митин придумал более чёткую схему оплаты, предложив брать с каждого гостя один рубль за минуту его пребывания. Таким образом, осенью 2011 года появилось первое в мире заведение такого формата — свободное пространство «Циферблат». Сам термин «антикафе» появился в феврале 2012 года в качестве определения антикафе «Бабочки». Существуют многочисленные синонимы данного термина, в частности, «свободное пространство», «тайм-кафе», «тайм-кофейня», «тайм-клуб» и так далее.

## Распространение
В 2012 году началось масштабное открытие антикафе и распространение их по миру; на ноябрь 2014 года количество когда-либо открытых антикафе оценивается в несколько сотен, они присутствуют в более чем восьми странах мира. 
Хотя основное количество антикафе находится на территории Российской Федерации, формат широко распространён в странах СНГ, США и Канаде, выходит на европейский рынок: Чехия, Словакия, Франция, Германия, Финляндия, Великобритания.
В силу специфики бизнеса — большая роль управляющих по сравнению с обычными кафе и кофейнями — крупнейшие сети антикафе были построены на основе франшизы.